# Himantopyga scaptomyzina
Himantopyga scaptomyzina är en tvåvingeart som beskrevs av Frey 1927. Himantopyga scaptomyzina ingår i släktet Himantopyga och familjen lövflugor. Inga underarter finns listade i Catalogue of Life.